# Imidugudu
Imidugudu és un programa de vilagització que va ser llançat el 13 de desembre de 1996 per una decisió del govern de Ruanda que es va proposar concentrar tota la població rural als pobles, coneguda com a Imudugudu.

## Antecedents
Després de la Guerra Civil ruandesa i el posterior genocidi ruandès de 1994, Ruanda va experimentar una afluència d'aproximadament 1 milió d'antics refugiats que seguien les senderes de la victòria del Front Patriòtic Ruandès (FPR). Aquests eren principalment exiliats tutsis que havien fugit d'esclats de violència dècades abans. Tanmateix, la necessitat d'habitatge no va ser immediata gràcies a un èxode dels refugiats que acompanyaven el final del genocidi. Això va canviar després de la invasió ruandesa del Zaire al setembre 1996 que va precipitar la Primera Guerra del Congo, després de la qual es van repatriar centenars de milers de nous refugiats.

## Implementació
El programa Imidugudu es va posar en marxa inicialment per fer un millor aprofitament de la terra i garantir l'obediència del poble. Més tard es va reorganitzar dues vegades, primer per respondre a les necessitats dels nous refugiats que tornaven, i després com una mesura de seguretat per fer front a una insurrecció a la regió del nord-oest de Ruanda en 1997-1998.
El programa va ser implementar amb un suport substancial d'organitzacions com l'ACNUR i nombroses ONG. Aquestes organitzacions internacionals van ajudar a construir 250 comunitats amb 85.000 cases en els quatre anys posteriors a l'inici del programa. Molts més es van construir només amb mitjans locals.

## Crítiques
Les enquestes de Human Rights Watch han trobat que l'aprovació de la gent pel programa Imidugudu varien àmpliament en funció de la ubicació. A la província de Cyangugu, una prefectura de la frontera congolesa, aproximadament la meitat de les persones enquestades per una ONG holandesa van donar suport al reassentament. Tanmateix, tan sols el 7% dels residents de la província de Gitarama estaven disposats a traslladar-se. Al finalitzar un informe del programa Imidugudu de 2001 titulat Uprooting The Rural Poor In Rwanda, Human Rights Watch escrivia:
| « | El programa imidugudu, generalment entès pels actors internacionals per fer front a la crisi de l'habitatge, també va encapsular un esforç per tractar els problemes més amplis del desenvolupament econòmic. Si la reorganització rural ofereix una solució efectiva a aquest gran problema, és discutible. El que no és discutible és que la implementació d'aquest programa va provocar abusos contra els drets humans per a desenes de milers de ruandesos. | » |